# Tachytrechus setosus
Tachytrechus setosus är en tvåvingeart som först beskrevs av Van Duzee 1931. Tachytrechus setosus ingår i släktet Tachytrechus och familjen styltflugor.
Artens utbredningsområde är Panama. Inga underarter finns listade i Catalogue of Life.